# Fragoso (Barcelos)
Fragoso es una freguesia portuguesa del concelho de Barcelos, con 13,94 km² de superficie y 2285 habitantes (2001). Densidad de población: 163,9 hab/km².
Situada cerca del río Neiva y del Monte Arefe, es un poblado del Municipio de Barcelos en el distrito de Braga, en el norte de Portugal. Fundada en 1127 por Don Alfonso Henriques con el nombre de Ermida de San Vicente de Fragoso. La actual fregresia de Fragoso está constituida por las antiguas freguesias de San Vicente de Fragoso, San Pedro de Fragoso, y parte del lugar de Cardoso.
Su escudo de Armas es utilizado también en la heráldica para representar el apellido Fragoso.